# Paracuellos de Jarama
Paracuellos de Jarama er en by og kommune i det centrale Spanien i Madrid-regionen. Den har et indbyggertal på 27.238 (2024) indbyggere.